# Rádio MEC

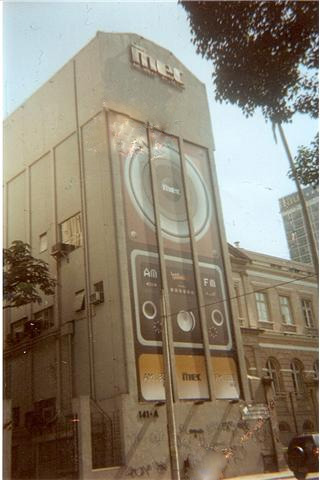
Bâtiment de Rádio MEC à Rio de Janeiro.

Rádio MEC, pour « Música, Educação e Cultura », est une station de radio publique brésilienne basée à Rio de Janeiro. Rádio MEC est une radio thématique musicale ; ses programmes sont consacrés à la musique classique, au jazz, à la samba, à la bossa nova et autres musiques régionales brésiliennes. Elle émet sur deux fréquences, 98,9 MHz en modulation de fréquence (FM) et 800 kHz en modulation d'amplitude (AM).
Rádio MEC fait partie du groupe EBC Rádios (pt), division du groupe de médias public brésilien Empresa Brasil de Comunicação (pt).